# علف بره قرمز
علف بره قرمز (نام علمی: Festuca rubra) نام یک گونه از سرده علف بره است.